# 롯데관광개발
롯데관광개발(롯데관광개발(주), 롯데관광개발주식회사, 영어: Lotte Tour Development Co., Ltd.)은 대한민국의 관광 기업이다.
대표이사 김기병의 아내인 신정희가 롯데그룹 회장 신격호의 막내여동생인데다가 회사명으로 인해 롯데그룹의 계열사로 오인하기 쉽지만, 롯데그룹과는 지분관계가 전혀 없는 회사이다.

## 같이 보기
- 하나투어
- 대한민국의 관광